# Saint-Victurnien
Saint-Victurnien är en kommun i departementet Haute-Vienne i regionen Nouvelle-Aquitaine i västra Frankrike. Kommunen ligger i kantonen Saint-Junien-Est som tillhör arrondissementet Rochechouart. År 2022 hade Saint-Victurnien 1 767 invånare.

## Befolkningsutveckling
Antalet invånare i kommunen Saint-Victurnien
| Referens: INSEE |